# Freiherr-vom-Stein-Gymnasium (Oldenburg in Holstein)
Das Freiherr-vom-Stein-Gymnasium ist ein staatliches Gymnasium in Oldenburg in Holstein, das 1908 gegründet und 1931 nach dem preußischen Staatsmann Heinrich Friedrich Karl vom Stein benannt wurde.

## Geschichte
Die Schule wurde am 20. Juni 1908 als Verein für höhere Privat-, Knaben- und Mädchenschule in Oldenburg in Holstein eröffnet, trug jedoch damals noch nicht den heutigen Namen. Am 1. Oktober desselben Jahres fand erstmals Unterricht mit 40 (aus 50 angemeldeten) ausgewählten Schülern am ersten von insgesamt drei verschiedenen Standorten, in der Schuhstraße 101, statt. Bereits zwei Jahre später zog die Schule wegen Platzmangels in den Neubau auf dem 4000 m² großen Grundstück an der Hoheluftstraße. Erst 1931 erhielt die Einrichtung ihren aktuellen Namen, der vom Ministerium genehmigt werden musste. Bis zu diesem Zeitpunkt fand – mit Ausnahme von 1914 bis 1918 (Erster Weltkrieg) – durchgehend regulärer Unterricht statt.
Doch auch die Freiherr-vom-Stein-Schule blieb vom Nationalsozialismus nicht verschont. Maßnahmen wie die Aushebung eines Luftschutzgrabens, die Umfunktionierung der Sporthalle zum Getreidelager oder zweimonatige Kohleferien beeinträchtigten den üblichen Schulalltag. Ebenfalls wurde die Schule der Organisation der Hitlerjugend untergeordnet. In den letzten Kriegsmonaten fand eine Beschlagnahmung und Umwandlung in ein Marinelazarett statt. Erst am 9. März 1946 wurde die Entlassung aller Lehrkräfte annulliert und der Schulbetrieb wieder aufgenommen.
Das neue Hauptgebäude in der Adolf-Friedrich-Straße wurde erst im Jahre 1967 bezogen, ein Jahr darauf wurde die dazugehörige Turnhalle fertiggestellt. Für die Schüler der Unterstufe wurde der „Kükenstall“ errichtet, die Aula folgte 1973. Zehn Jahre später wurde der Verein der Freunde und Förderer ins Leben gerufen, der die Schüler bis heute mit Zuschüssen für Klassenausflüge, -fahrten und Ähnliches unterstützt. Die Cafeteria, die von Eltern ehrenamtlich geführt wird, wurde im August 2004 offiziell eröffnet. Anlässlich des 100-jährigen Schuljubiläums fand im Juli 2008 eine Festwoche statt. Im Schuljahr 2008/2009 wurde der erste G8-Jahrgang eingerichtet, der 2013 mit dem letzten G9-Jahrgang zusammen in die Einführungsphase der Oberstufe eintrat. 2010 folgte die Wiederbelebung der Steinpost, einer schulinternen Zeitung, die sich in den folgenden Jahren als wesentliche Unterhaltungs- und Informationsquelle für die Schüler, aber auch für Lehrer und vor allem Eltern behaupten kann.
Im Januar 2011 wurde das Theatergebäude modernisiert und ein Musikraum angebaut. Die alte Cafeteria zog in die neue Mensa im Aulakomplex und bietet für bis zu 100 Schüler Platz. Im November folgte die energetische Sanierung des „Kükenstalls“. Im gleichen Zeitraum wurden die Fachräume sowie einige Klassenzimmer der Schule mit Computern, Beamern und Internetzugang ausgestattet. 2013 wurde ein zusätzlicher Computerraum erbaut: Die Schule verfügt nun über zwei modern eingerichtete PC-Räume mit 30 Arbeitsplätzen und Smartboards.
Im November 2014 wurde die Schülerzeitungsredaktion mit zwei modernen Tablets ausgestattet und die neue, redesignte „Ausgabe 10“ veröffentlicht. Neben dem neuen Schülerzeitungslogo wurde auch die neue Webpräsenz in Betrieb genommen. Mit der Plattform integrierte die Steinpost als eine der ersten Schülerzeitungen ein WebMag (InternetMagazin) und kombiniert so gedruckte Inhalte mit interaktivem Content. Für diese crossmediale Arbeit wurde sie 2015 mit dem Sonderpreis des Bundesverband Deutscher Zeitungsverleger (BDZV) ausgezeichnet.
Die Aula des Gymnasiums ist seit Mitte 2015 wegen Umbaumaßnahmen geschlossen. Seit 2019 wird an dem Theatergebäude gearbeitet. Bei den Umbaumaßnahmen sind die Herstellung der Barrierefreiheit durch einen Aufzug und Erneuerung der Sanitäranlagen und Garderoben mit inbegriffen. Auch wird der Innenraum modernisiert und die Licht- sowie Tontechnik komplett neu gebaut. Dabei investierte die Stadt Oldenburg in Höhe von 5,3 Millionen Euro, wodurch die Aula auch für allgemeine Veranstaltungen geöffnet wurde. Die Sanierung wurde im Juli 2022 abgeschlossen, aber es gibt Diskussionen mit der Gemeinde aufgrund zu geringer Auslastung.

## Angebote

### Arbeitsgemeinschaften
Das Gymnasium bietet ein umfassendes Angebot an Arbeitsgemeinschaften für die Schüler: Theater, Russisch, Steinpost – Schülerzeitung, Schülerbücherei. Schulsanitätsdienst, Unterstufenchor, Chor der Ober- und Mittelstufe, Orchester, Jugend debattiert, Kunst-AG, Politik-AG, Homepage, Laufen, Film-AG und Spike Ball.

### Fahrten
Bereits in der 5. Klasse gibt es ein Zeltlager auf Fehmarn zum Kennenlernen. In der 10. Klasse findet eine Klassenfahrt in eine Großstadt als Kulturfahrt statt und in der 12. Klasse eine Städtefahrt als Profilreise. Seit 2010 gibt es einen Austausch für ausgewählte Schüler der 9. Klasse zum Collège St. Laurent in Blain, das in der Nähe von Nantes (Pays de la Loire). Die Schüler wohnen bei ihren Tauschfamilien, besuchen den Unterricht und nehmen an einem kulturellen Begleitprogramm teil. Zusätzlich gibt es seit 2023 wieder einen Austausch mit einer 11. Klasse nach Juva in Finnland. Dieser Austausch wird von der Deutsch-Finnischen Gesellschaft Schleswig-Holstein gefördert.

### Institutionen
Der Förderverein unterstützt seit 1980 interne Veranstaltungen wie Klassenfahrten oder Feste. Zusätzlich werden Lehrmaterialien oder Musikinstrumente für den Unterricht angeschafft. Die Schülervertretung organisiert Schülerveranstaltungen wie einen Valentinstag oder den Abiturientenball.

## Persönlichkeiten

### Schulleiter
Teilweise war die Stelle des Schulleiters über Jahre unbesetzt:
- Karl Löschhorn (1909–1910)
- Liedke (1910)
- Otto Spieß (1911–1915)
- George Schaub (1923–1927)
- Fritz Hamann (1927–1945)
- Peter Clausen (1946–1950)
- Kurt Hoffmann (1951–1955)
- Erich Thielecke (1955–1963)
- Erich Koglin (1964–1979)
- Dieter Klinck (1980–2000)
- Bernhard Koslowski (2001–2014)
- André Bigott (Seit 2015)

### Schüler
- Jürgen Schöning (* 1944), parteiloser Politiker (Abitur 1964)
- Metin Tolan (* 1965), Präsident der Universität Göttingen (Abitur 1984)